# Динамічна модель
Динамі́чна моде́ль сист́еми — сукупність співвідношень, що визначають вихід системи в залежності від входу та стану системи.
Динамічна модель відтворює зміни об'єкта, які відбуваються з плином часу, або особливості функціювання об'єкта. Динамічні моделі називають також функціональними.
Динамічне моделювання використовується для опису поведінки об'єкта в будь-який довільний змінний момент часу. Прикладами динамічних моделей є модель броунівського руху молекул газу, модель моста, параметри якого залежать від дії змінного навантаження.
Динамічні моделі широко використовуються в біології, медицині, динаміці популяцій, економіці, банківській справі. У фізиці, гідромеханіці — для моделювання динаміки розподілу тепла, руху рідини й газів, коливанні пластин та оболонок.
У математичному моделюванні динамічних систем виділяють три основні частини:
- Емпірична частина — фактичні дані, що отримуються в експериментах і спостереженнях, а також дані з первинної систематизації.
- Теоретична частина — визначаються основні концепції для об'єднання й пояснення з єдиних позицій емпіричні закономірності та явища.
- Математична частина — конструює моделі для перевірки основних теоретичних концепцій, а також методи обробки експериментальних даних, планування експериментів і спостережень.

Широке використання динамічних моделей пов'язане перш за все з тим, що дає змогу різко скоротити обсяг і масштаби натурних експериментів.